# Formula One 2002
Formula One 2002 est un jeu vidéo de course de Formule 1 développé par Sony Studio Liverpool et édité par Sony Computer Entertainment, sorti en 2002 sur PlayStation 2.

## Accueil
- Jeux vidéo Magazine : 12/20[1]